# 沖縄プロレス王座
沖縄プロレス王座（おきなわプロレスおうざ）は、沖縄プロレスが管理、認定している王座。

## 歴史
2009年7月5日、沖縄プロレスデルフィンアリーナ国際通り大会で行われた初代王座決定トーナメントに優勝した怪人ハブ男が初代王者になった。
2015年7月20日、沖縄プロレスが解散。
沖縄プロレスが解散後もタイトルマッチは行われていた。

## 歴代王者
| 歴代  | 選手           | 戴冠回数 | 防衛回数 | 獲得日付       | 獲得場所 （対戦相手・その他）         |
| ----- | -------------- | -------- | -------- | -------------- | ------------------------------------- |
| 初代  | 怪人ハブ男     | 1        | 3        | 2009年7月5日   | デルフィンアリーナ国際通り シーサー王 |
| 第2代 | シーサー王     | 1        | 3        | 2010年7月4日   | デルフィンアリーナ国際通り            |
| 第3代 | 怪人ハブ男     | 2        | 6        | 2011年7月30日  | デルフィンアリーナ国際通り            |
| 第4代 | エイサー8      | 1        | 8        | 2014年7月6日   | 大阪ドームスカイホール                |
| 第5代 | アンディ・ウー | 1        | 1        | 2022年5月4日   | 高島平区民館ホール                    |
| 第6代 | エイサー8      | 2        | 0        | 2022年11月6日  | 大阪沖縄会館                          |
| 第7代 | アンディ・ウー | 2        | 0        | 2022年12月17日 | 浜松市文化コミュニティセンター        |